# Бродниця (річка)
Бродниця — річка у Зарічненському та Дубровицькому районах Рівненської області. Права притока Стубли (басейн Стиру).

## Опис
Довжина 13,9 км або 26 км, в межах Зарічненського району — 6,7 км. Впадає в р. Стублу біля с. Олександрове і є її правою притокою. Має 11 приток довжиною до 10 км (струмків) із сумарною довжиною 51 км в Рівненській області.